# Antonio Felice Ferrari
Antonio Felice Ferrari (Ferrara, 1667 – Ferrara, 14 febbraio 1720) è stato un pittore italiano.

## Biografia
Nacque a Ferrara nei primi mesi del 1667, figlio del pittore e scenografo Francesco. Si formò nella bottega del padre, specializzandosi nella quadratura, e presto iniziò ad aiutarlo nelle commesse.
Lavorò molto in patria ma ben di più nelle città e nelle ville della Serenissima: a Venezia, a Padova e a Udine. Per quanto i suoi numerosi lavori siano stati molto apprezzati nel suo tempo e puntigliosamente annotati dai biografi suoi contemporanei è attualmente difficile discernere tra le opere sopravvissute quelle di sua mano. Dopo aver dipinto le grandi quadrature per ca' Dolfin a Venezia (realizzato tra il 1711 ed il 1715) e le decorazioni dei palazzi dei Morosini, dei Gradenigo e dei Nani, tornò a Ferrara. Negli ultimi anni di vita non fu più in grado di dipingere a causa di un indebolimento della vista ed un continuo tremore delle mani. Ebbe tra i suoi allievi Girolamo Mengozzi Colonna, un altro famoso quadraturista.